# Данович Віктор Данилович
Данович Віктор Данилович народився 23 грудня 1936 року в м. Дніпропетровськ, помер 31 грудня 2003 року в м. Раанана (Ізраїль).

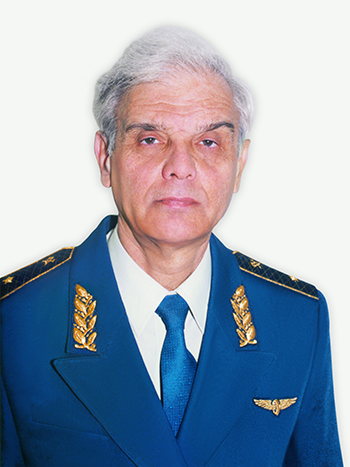
Данович Віктор Данилович

Доктор технічних наук, професор, завідувач кафедри «Колія і колійне господарство [Архівовано 3 липня 2020 у Wayback Machine.]» (1997—2000)

## Біографія
- 1954-1959 рр. навчався у Дніпропетровському інституті інженерів транспорту (зараз — Дніпровський національний університет залізничного транспорту імені академіка В. Лазаряна[1]);
- 1964 р. вступив до очної аспірантури ДІІТу за спеціальністю «Будівельна механіка та супротив матеріалів [Архівовано 3 липня 2020 у Wayback Machine.]»;
- 1966 р. асистент кафедри «Будівельна механіка[2]»;
- 1968 р. захистив кандидатську дисертацію;
- 1969 р. затверджений на посаду доцента;
- 1975 р. переведений на посаду старшого наукового співробітника ГНДЛ динаміки та міцності рухомого складу;
- 1977-1984 рр. доцент кафедри «Будівельна механіка [Архівовано 3 липня 2020 у Wayback Machine.]»;
- 1982 р. захистив докторську дисертацію;
- 1984-1997 рр. професор кафедри «Будівельна механіка [Архівовано 3 липня 2020 у Wayback Machine.]»;
- 1997-2000 рр. професор та завідувач кафедри «Колія та колійне господарство [Архівовано 3 липня 2020 у Wayback Machine.]».

Данович В.Д. був керівником академічної групи, заступником голови цехкому факультету обчислювальної техніки, членом редколегії газети «За кадри транспорту», головою художньої ради клубу ДІІТу, відповідальним за СНТТ при кафедрі, головою Ради молодих вчених інституту, членом обласної Ради молодих вчених, директором міської кібернетичної школи, редактором збірки праць наукового семінару з механіки, головою журі фестивалю-огляду художньої самодіяльності інституту.

## Основні напрямки наукової діяльності
- проблеми механіки транспорту, розробив математичну модель просторових коливань вагонів і локомотивів як багатомасових нелінійних механічних систем під час руху по прямих та кривих ділянках залізничної колії;
- математичне моделювання динамічної навантаженості різноманітних рейкових екіпажів;
- визначення раціональних параметрів систем гасіння коливань вагонів та локомотивів;
- визначення безпечних умов руху звичайного та спеціального рухомого складу по магістральним ділянкам залізниць;
- математичне моделювання підрейкової основи у просторовій постановці для задач динаміки рейкових екіпажів та їх взаємодії з залізничною колією;
- динаміка звичайного та високошвидкісного рейкового транспорту;
- розробка нових конструкцій ходових частин вагонів та локомотивів;
- вдосконалення методик експериментальних досліджень різних рейкових екіпажів.

## Нагороди
- Почесна грамота Обкому ЛКСМУ (1972);
- Знак «Почесний залізничник» (1984);
- «Почесний знак» Міністерства освіти СРСР (1986);
- Медаль «Ветеран праці» (1989).

## Найважливіші публікації
- Данович, В. Д. Методика выбора оптимальных параметров рессорного подвешивания грузовых вагонов : дис. к. т. н. / В. Д. Данович ; Днепропетр. ин-т инж. ж.-д. трансп. - Днепропетровск, 1968. - 133 с. [Архівовано 10 серпня 2020 у Wayback Machine.]
- Барбас И.Г., Данович В.Д., Радзиховский Ю.А. Применение метода конечных элементов к расчету конструкций подвижного состава: Учебное пособие. – Д.: ДИИТ, 1978. – 61 с. [Архівовано 1 липня 2020 у Wayback Machine.]
- Стационарные колебания бесконечно длинной балки, лежащей на упругом основании, под действием подвижной нагрузки / Данович В.Д.; Днепропетр. ин-т инж. ж.д. транспорта. – Днепропетровск, 1979. – 38 с. – Рус. – Деп. В ЦНИИТЭИ МПС, № 872/79.
- Применение метода конечных элементов к расчету конструкций подвижного состава (часть 2): Учебн. пособие / И.Г. Барбас, В.Д. Данович, Ю.А. Радзиховский, В.В. Татарчук. – Д.: ДИИТ, 1979. – 41 с.
- Данович В.Д. Пространственные колебания вагонов на инерционном пути: Дис... докт. техн. наук: 05.22.07. –Днепропетровск, 1981. – 465 с.
- Методические указания к выполнению лабораторных работ по сопротивлению материалов. Ч. 1 / В.Д. Данович, С.И. Конашенко, Ю.А. Лабузов. - Днепропетровск : [б. и.], 1984. - 32 с. - (ДИИТ. Каф. Строительная механика )
- Применение метода конечных элементов к расчету конструкций подвижного состава : Учеб. пособие / И. Г. Барбас, В. Д. Данович, Ю. А. Радзиховский. - Днепропетровск : [б. и.] [Архівовано 1 липня 2020 у Wayback Machine.], 1978. - 62 с. - (ДИИТ. Каф. Строительная механика )
- Методические указания к выполнению расчетно-проектировочных работ по сопротивлению материалов. Ч.1 / В. Д. Данович, И. А. Литвин, В. С. Дудко, В. П. Кулябко. - Днепропетровск : [б. и.], 1989. - 47 с. - (ДИИТ. Каф. Строительная механика )
- Данович Виктор Данилович /редкол.: Мямлин С. В., Блохин Е. П., Бондарев А. М. [и др.] ; Днепропетр. нац. ун-т ж. д. трансп. им. акад. В. Лазаряна. – Днепропетровск : Изд-во Днепропетр. нац. ун-та ж. д. трансп. им. акад. В. Лазаряна, 2006. – 42 с. – (Серия «Профессора ДИИТа»). – Режим доступа: http://eadnurt.diit.edu.ua/jspui/handle/123456789/2002 [Архівовано 19 листопада 2017 у Wayback Machine.]
- Динаміка високошвидкісного транспорту [Рукопись] : Звіт по наук.-дослід. роботі / ДДТУЗТ. Кер. НДР Є. П. Блохін; відп. вик. В. Д. Данович. - Дніпропетровськ : ДДТУЗТ, 1996. - 152 с. [Архівовано 3 липня 2020 у Wayback Machine.]